# Gubernatorzy prowincji Królestwa Francji
Do roku 1789, istniały we Francji trzy rodzaje podziału terytorialnego:
- diecezje kościelne pochodzące z czasów rzymskich.
- XIV-wieczne gouvernements (gubernie). Według prawa z 18 marca 1776 roku ustalono ich liczbę na 39 (z których 32 były to grands grouvernements, a 7 petits grouvernements wkomponowane w poszczególne grands grouvernements. Gubernie dzieliły się na bajliwaty na północy kraju, seneszalostwa (sénéchaussées) na południowym zachodzie i vigueries w Prowansji.
- fiskalny podział kraju na: generalitety (généralités) i ziemie podległe intendentom wydzielone przede wszystkim w XVI-XVII wieku.

## Gubernatorzy poszczególnych prowincji

### Alzacja
- 20 IV 1649-XII 1659 Henri de Lorraine, hrabia d’Armagnac et d’Harcourt (1601-1666)
- XII 1659-9 III 1661 Jules Mazarin
- 9 III 1661-9 II 1713 Armand Charles de La Porte, książę de La Meilleraye, książę de Rethel (1632-1713)
- 14 II 1713-10 IV 1730 Nicolas Chalon du Blé (1652-1730)
- 11 IV 1730-15 I 1739 Léonor Marie Du Maine, hrabia Du Bourg (1655-1739)
- 26 I 1739-18 XII 1759 François de Franquetot, książę de Coigny (1670-1759)
- 19 XII 1759-7 II 1762 Jean Baptiste Demaretz, markiz de Maillebois (1682-1762)
- 1 III 1762-17 IX 1788 Emmanuel de Vignerot du Plessis
- 16 XI 1788-30 V 1789 Jacques Philippe de Choiseul, książę de Choiseul-Stainville (1727-1789)
- 30 V 1789-1 I 1791 wakat

### Anjou
- VIII 1666-1718 Louis de Lorraine, hrabia d’Armagnac, hrabia de Brionne et de Charny (1641-1718)
- 1718-1740 Louis de Lorraine, książę de Lambesc, hr. de Brionne et de Braine (1692-1743)
- 8 VII 1740-28 VI 1761 Charles Louis de Lorraine, książę de Lambesc, hr de Brionne (1725-1761)
- 1 VIII 1761-1 I 1791 Charles Eugène de Lorraine, książę d'Elbeuf, książę de Lambsc, hr de Brionne (1751-1825)

### Artois
- 22 IX 1764-26 XI 1787 François Gaston, książę de Lévis (1720-1787)
- 1 I 1788-1 I 1791 Adrien Louis de Bonnières de Souastre, książę de Guines (1735-1805)

### Aunis
- 8 I 1688-1710 Charles Auguste de Goüyon, hrabia de Matignon (1647-1729)
- 10 V 1710-27 VIII 1747 Louis Jean Baptiste de Goüyon, hrabia de Matignon (1682-1747)
- 19 IX 1747-1761 Louis Charles César Le Tellier, markiz de Courtanvaux (1695-1771)
- 25 IV 1761-23 I 1771 Jean Charles, markiz de Sennetère (1685-1771)
- II? 1771-X 1771 Jean Paul Timoléon de Cossé, książę de Brissac (1698-1790)
- 21 X 1771-1 I 1791 Guy André Pierre de Montmorency, książę de Laval (1723-1798)

### Béarn i Nawarra
- 2 VII 1678-25 X 1720 Antoine IV Charles, książę de Gramont (1641-1720)
- 1720-16 IX 1725 Antoine V, duc de Gramont (1671-1725)

1725-16 V 1741 Louis Antoine Amand, książę de Gramont (1688-1741)
22 V 1741-11 V 1745 Louis Antoine, książę de Gramont (1689-1745)
15 V 1745-1 I 1791 Antoine Antonin, książę de Gramont (1722-1801)

### Berry
- 14 III 1698-1715 Adrien Maurice de Noailles (1678-1766)
- 12 VIII 1715-21 VIII 1736 markiz Louis d'Arpajon (zm. 1736)
- 1737-1751 Louis Jean Claude de Talleyrand, książę de Chalais (zm. 1757)
- 1 I 1752-1760 Gabriel Marie de Talleyrand-Périgord (1726-1795)
- 19 VI 1760-1 I 1791 Louis François Joseph de Bourbon, hrabia de La Marche (1734-1814)

### Boulonnais
W 1752 roku oddzielona od Pikardii.
- 20 VII 1752-15 IV 1782 Louis-Marie-Augustin, książę d'Aumont (1709-1782)
- 15 IV 1782-1 I 1791 Louis Alexandre Céleste d'Aumont, książę de Villequier (1736-1814)

### Bourbonnais
- 20 X 1676-22 VII 1739 Charles François De La Beaume, duc de La Vallière (1670-1739)
- 1739-IV 1754 Louis César de La Beaume, duc de La Valière (1708-1780)
- 15 VII 1754-1 I 1791 Jean Henri de Moret Giroléèe, markiz de Montarnel, et de Pagas (1736-1812)

### Bretania
- 19 III 1695-2 XII 1736 Ludwik Aleksander Burbon, hrabia Tuluzy (1678-1737)
- XII 1736-1 III 1744 Ludwik I Burbon-Orleański (1703-1752)
- 1 III 1744-1 I 1791 Louis Hean Marie de Bourbon, książę de Rambouillet (1725-1793)

### Burgundia
- 1686-1 IV 1709 Henryk Juliusz Burbon-Condé (1643-1709)
- 1709-4 III 1710 Ludwik III Burbon-Condé (1668-1710)
- 4 III 1710-27 I 1740 Ludwik IV Henryk Burbon-Condé (1692-1740)
- 28 Jan 1740-1754 Paul-Hippolyte de Beauvilliers, książę de Saint-Aignan, (zm. 1776)
- 19 V 1754-1 I 1791 Ludwik V Józef Burbon-Condé (1736-1818)

### Delfinat
- 12 X 1691-1719 Louis d’Aubusson, książę de Roannais (1673-1725)
- 6 IX 1719-4 II 1752 Ludwik I Burbon-Orleański (1703-1752)
- II 1752-18 XI 1785 Ludwik Filip Burbon-Orleański (1725-1785)
- 21 XI 1785-1 I 1791 Ludwik Filip Józef Burbon-Orleański (1747-1793)

### Dombes
książęta:
- 1698-1705 Ludwik August Burbon, książę du Maine (1670-1736)
- 1705-1 X 1755 Louis Auguste de Bourbon (1700-1755)
- 1 X 1755-28 V 1762 Louis-Charles de Bourbon, hrabia d'Eu (1701-1775)

gubernatorzy:
- 1691-1732 François Joseph de Damas d'Antigny
- 1732-1736 Joseph François de Damas d'Antigny
- 1736-1740 Jacques François de Damas d'Antigny
- 1740-1762 Joseph François de Damas d'Antigny (zm. 1782)

### Dunkierka
- 1 x 1692-? Jacques Léonor Rouxel, hrabia de Médavy (1655-1725)
- 1714-? François Rouxel, markiz de Grancey (1666-1729)

### opactwo Etival-en-Charnie
opaci:
- 3 II 1554 – 11 II 1554 Antoine-Nicolas Saffrois
- 1554 – 11 V 1581 Jean de Maisières
- 1581 – 1609 Antoine Doridant
- 1609 – 24 V 1617 Didier Frouard
- 1619 – 1655 Jean Frouard
- 1655 – 12 III 1663 Hilarion Rampant
- 1663 – 23 IX 1682 Epiphane Louis (1614-1682)
- 1682 – 4 X 1721 Siméon Godin
- 1722 – 2 VIII 1739 Charles-Louis Hugo (1667-1739)

### Flandria
- 31 VIII 1694-1711 Louis François, książę de Boufflers (1644-1711)
- 2 IV 1711-2 VII 1747 Joseph Marie, książę de Boufflers (1706-1747)
- 13 VII 1747-13 IX 1751 Charles Joseph Marie, książę de Boufflers (zm. 1751)
- 26 IX 1751-2 VI 1787 Charles, książę de Rohan-Rohan (1715-1787)
- 4 IX 1787-1 VII 1791 Charles Eugène Gabriel de La Croix de Castries (1727-1801)

### Foix, Donnezan i Andora
- 1687-? Gaston Jean Baptiste de Lévis, markiz de Mirepoix (zm. 1699)
- 1699-25 IV 1701 wakat
- 25 IV 1701-1702 Camille de La Beaumr d'Hostun (1652-1728)
- 1704-10 VII 1737 Henri-Joseph de Ségur (ur. ok. 1655, zm. 1737)
- 1737-18 VI 1751 Henri-François, hrabia de Ségur (1689-1751)
- 1751-1 I 1791 Philippe-Henri, hrabia de Ségur (1724-1801)

### Franche-Comté
- 16 VI 1674 - 12 X 1704 Jacques Henri de Durfort, książę de Duras (1625-1704)
- 14 X 1704 - 30 III 1728 Camille de La Beaumr d'Hostun (1652-1728)
- 30 III 1728 - 6 IX 1755 Marie Joseph de La Beaume d'Hostun (1684-1755)
- 11 IX 1755 - 8 VII 1770 Jean Baptiste de Durfort, książę de Duras (1684-1770)
- 8 VII 1770 - 8 IX 1789 Emmanuel-Félicité de Durfort (1715-1789)
- 8 IX 1789 - 1 I 1791 wakans

### Gujenna (Akwitania)
- 27 III 1698-5 XI 1712 Charles-Honoré d'Albert, książę de Laynes i de Chevreuse (1646-1712)
- 28 XII 1712-październik 1755 Ludwik Karol Bourbon, ks. d'Aumale i d'Eu (1701-1775)
- 4 XII 1755-8 VIII 1788 Emmanuel de Vignerot du Plessis
- 8 VII 1788-1 I 1791 wakans

### Île de France
- 12 IX 1698-1719 Louis-Armand, książę d’Estrées (1682-1723)
- 22 IV 1719-1741 Henri-Louis de La Tour, hrabia d'Evreux (1679-1751)
- 17 III 1741-23 V 1741 Charles-René-Armand de La Trémouille, książę de Thouars (1708-1741)
- 29 XII 1741-19 IX 1757 François-Joachim-Bernard Potier, książę de Gesvres (zm. 1757)
- 22 IX 1757 -28 XII 1774 Léon-Louis Potier, książę de Gesvres (1695-1774)
- 28 XII 1774-1 I 1791 Louis-Joachim-Paris Potier, książę de Gesvres (1713-1794)

### Langwedocja
- 29 V 1682-14 V 1736 Louis-Aiuguste de Bourbon, książę du Maine, hrabia d'Eu (1670-1736)
- 14 V 1736 - 14 X 1755 Louis-Auguste de Bourbon, książę de Dombes, hrabia d'Eu (1700-1755)
- 23 X 1755 - 13 VII 1775 Louis-Charles de Bourbon, książę d'Aumale, hrabia d'Eu (1701-1775)
- 27 VII 1775 - 1785 Louis-Antoine de Gontaut, hrabia de Biron (1701-1788)
- 1785 - 1789 Gabriel Marie de Talleyrand-Périgord (1726-1795)
- 1789 - 1 I 1791 wakat

### Le Havre
- 20 VI 1687-31 VIII 1714 Paul de Beauvilliers, książę de Saint-Aignan (1648-1714)
- 7 IX 1714 - 1719 Louis II de Rochechouart, książę de Mortenart (1681-1746)
- 22 IX 1719 - 22 I 1776 Paul-Hippolyte de Beauvilliers, książę de Saint-Aignan
- 22 I 1776 - 1 I 1791 Charles Paul François de Beauvilliers, książę de Saint-Aignan (1746-1828)

### Limousin
- sierpień 1675 - 23 XI 1707 Frédéric-Murice de la Tour, hrabia d'Auvergne (1642-1707)
- 24 XI 1707 - 1 X 1718 James FitzJames, 1. książę Berwick
- 1 X 1718 - 13 X 1721 Jacques Fitz-James, książę Fitz-James (1700-1721)
- październik 1721 - 1729 Henry Fitz-James, hrabia Fitz-James (1711-1731)
- 28 XII 1729 - 22 III 1787 Charles Fitz-James, książę Fitz-James (1712-1787)
- 22 III 1787 - 1 I 1791 Jacques-Charles Fitz-James, książę Fitz-James (1743-1805)

### Lotaryngia i Bar
- 30 XI 1634 - 1635 Jean de Galard de Béarn zm. 1645)
- 1635 - 1636 Gabriel de la Vallée Fossez, markiz d'Everly (zm. 1636)
- 10 X 1636 - IV 1639 Georges de Monchy, markiz d'Hocquincourt (zm. 1645)
- 26 IV 1639 - III 1643 François de L'Höpital, książę de Rosney (ok. 1583-1660)
- lipiec 1643 - 7 XI 1659 Henri II de Saint Nectaire, marquis Pius (1599-1681)
- 3 VIII 1672 - ? Henri Louis d'Aloigny, markiz de Rochefort (zm. 1676) z tytułem komendanta generalnego
- 18 V 1679 - 1687 François de Blanchefort de Crépuy, markiz des Marines (zm. 1687)
- 11 VIII 1687 - VIII 1694 Louis-François de Boufflers
- sierpień/wrzesień 1694-? Guy Aldonce de Durfort, książę Logne-Quintin (1630-1702)
- 24 X 1737 - 13 IV 1788 André Hercule de Rosset de Rocozel, książę de Fleury (ur. 1715, zm. 1788, mianował go Stanisław Leszczyński, a Ludwik XV potwierdził nominację)
- kwiecień 1788 - 1 I 1791 Louis George Erasme, markiz de Contados (1704-1793)

kanclerze Księstwa Lotaryngii:
- 18 I 1737 - 1758 i 1758 - 23 II 1766 Antoine-Martin de Chaumont de la Galaizière (1697-1783)

### Lyonnais
- 28 XI 1685 - 18 VII 1730 François de Villeroi
- 29 VII 1730 - 22 IV 1734 Louis-Nicolas de Neuville, książę de Villeroy (1663-1734)
- 6 V 1734 - 1763 Louis-François-Anne de Neuville, książę de Villeroy (1695-1766)
- 29 XI 1763 - 1 I 1791 Gabriel-Louis-François de Neuville, książę de Villeroy (1731-1794)

### Maine i Perche
- 1698 - 1715 Charles-Denis deBullion, markiz de Fervacques (zm. 1721)
- 8 V 1715 - 23 IV 1745 Anne-Jacques de Bullion, markiz de Fervacques (1679-1745)
- 5 V 1745 - 1749 Charles-Paul-Sigismond de Montmorency, książę de Bouteville (1697-1785)
- 15 X 1749 - 1765 Philippe-Antoine-Gabriel-Victor-Charles de La Tour Du Pin, markiz de La Charce (1723-1794)
- 23 IX 1765 - 1785 Raphaël-Lucien de Fayolle, hrabia de Mellet de Neufvic (1727-1804)
- 14 VIII 1785 - 1 I 1791 Pierre-Maignard, markiz de La Vaupallière (1730-1816)

### Marche
- kwiecień 1674 - 1711 Louis Foucault, markiz de Saint-Germain-Beaupré (ok. 1645-1719)
- 1711 - 9 V 1752 Armad Louis François, markiz de Saint-German-Beaupré (1679-1752)
- 27 V 1752 - 1 I 1791 Marie Louis Caillebot, markiz de La Salle, pan de Montpinçon (1716-1796)

### Metz
- 1681 - 1 VIII 1703 Henri-Françàis de Senneterre, książę de La Ferté (1657-1703)
- 12 VIII 1703 - 1 VII 1710 Jean Armand de Joyeuse-Grandpré (ok. 1631-1710)
- 1 VII 1710 - 1712 Charles-Louis-Hector, książę de Villars (1653-1734)
- 18 X 1712 - 23 VII 1723 Jean-Philippe d’Estaing, hrabia Saillans (zm. 1723)
- 10 VIII 1723 - 9 III 1733 Yves, markiz d’Alègre i Tourzel (ok. 1653-1733)
- 9 III 1733 - 1756 Charles Louis Auguste Fouquet de Belle-Isle
- 1756 - 26 VI 1758 Louis-Marie Foucquet, hrabia de Gisors (1732-1758)
- lipiec 1758 - 26 VI 1761 Charles Louis Auguste Fouquet de Belle-Isle (po raz II)
- luty 1761 - 2 I 1771 Louis-Charles-César Le Tellier, książę d’Estrées (1695-1771)
- 15 II 1771 - 1 I 1791 Victor-François de Broglie

### Owernia
- 24 IV 1662-1717 Godefroy Maurice de La Tour, książę d’Albret, książę de Château-Thierry, książę de Bouillon (1641-1721)
- 7 VIII 1717-17 V 1730 Emmanuel-Théodose de La Tour, książę d’Albret, książę de Château-Thierry, książę de Bouillon (1668-1730)
- 17 V 1730-24 X 1771 Charles Godefroy de La Tour, książę d’Albret, książę de Château-Thierry, książę de Bouillon (1706-1771)
- 11 XI 1771-1 I 1791 Godefroy Charles de La Tour, książę d’Albret, książę de Château-Thierry, książę de Bouillon (1728-1792)

### opactwo żeńskie Remiremont
księżniczka-ksieni:
- 20 XI 1660 - 4 XI 1702 Dorothée Marie de Salm (1651-1702)
- 1702 - 1710 Christine de Salm-Salm (1663-?)
- 1710 - 1711 Elisabeth Charlotte Gabrielle de Lorraine (1700-1711)
- 4 VIII 1710 - 9 II 1738 Béatrix-Hiéronyme de Lorraine-Lillebonne (1662-1738)
- 7 V 1738 - 7 XI 1773 Anne Charlotte I de Lorraine-Brionne (1714-1773)
- 1773 - 1775 Marie Christine von Sachsen (1735-1782)
- 1775 - 22 V 1786 Anne Charlotte II de Lorraine (1756-1786)
- 1775 - 1782 Anne Charlotte de Rohan -Coadjutor
- 15 IX 1786 - II 1790 Louise Adélaide de Bourbon-Condé (1757-1824)

### Szampania i Brie
- 9 IX 1691-24 VIII 1712 François de Rohan, książę de Soubise (1631-1712)
- 1712-1741 Hercule Mériadec, książę de Rohan-Rohan (1699-1747)
- 1 VII 1741 - 1751 Charles, książę de Rohan-Rohan (1715-1757)
- 19 IX 1751 - 1769 Louis de Bourbon, książę de Châteauroux (1709-1771)
- 11 II 1769 - 1 I 1791 Ludwik VI Henryk Burbon-Condé (1756-1830)